# Agrotis infusa
Agrotis infusa of uiltje (Engels: Bogong Moth) is een nachtvlinder uit de familie van de uilen, de Noctuidae.

## Beschrijving
De spanwijdte bedraagt ongeveer 45 millimeter, er zijn grote exemplaren met spanwijdtes tot wel 6 centimeter. De voorvleugel is bruin, de uilvlekken zijn meestal grijs opgevuld. De ringvlek en niervlek zijn verbonden in een zwarte veeg over de vleugel.

## Voorkomen
De soort komt voor in het zuidoosten van Australië maar wordt ook wel aangetroffen op Norfolk en Nieuw-Zeeland. Beroemd van deze vlinder is dat hij overzomert als imago in de Australische Alpen om te ontsnappen aan de hitte in, en na de zomer weer terugvliegt en zich voortplant. De vlinder legt in totaal zo’n 1500 kilometer als trekvlinder af.
Agrotis infusa kent invasies in steden, waar hij aangetrokken door kunstlicht massaal gebouwen binnen kan dringen. Tijdens de openingsceremonie van de Olympische Spelen van Sydney was de vlinder op tv op te merken.
In het verleden werden de vlinders gegeten door Aborigines in het berggebied waar deze overzomeren. De vlinders zijn vettig en daardoor voedzaam. Tegenwoordig gebeurt dit niet meer, omdat de Aborigines-stammen hier niet meer wonen. De vlinder blijkt bovendien een transporteur van arseen. In sommige grotten waar de diertjes overzomeren ligt een enorme laag resten van gestorven vlinders. In 2000 werd gezien hoe uit zo’n grot de resten na hevige regen de resten waren weggespoeld, en het arseengehalte zodanig was dat de vegetatie afstierf.
De soort kent één generatie per jaar, en is polyfaag.

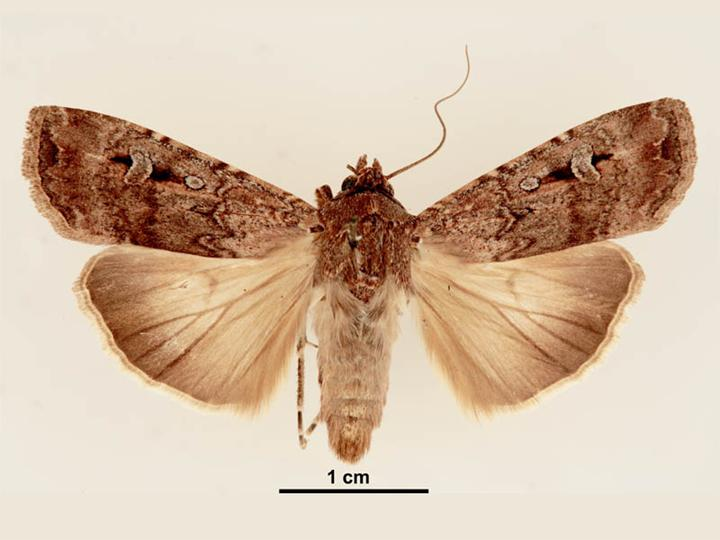
Bovenzijde vrouwtje
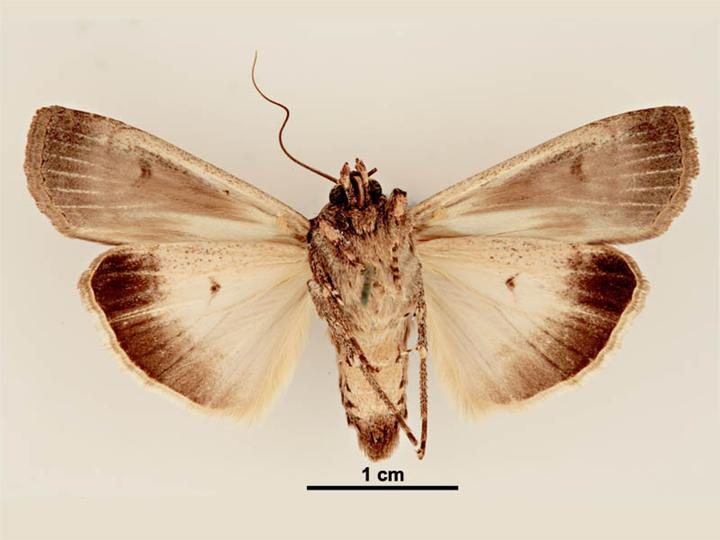
Onderzijde vrouwtje
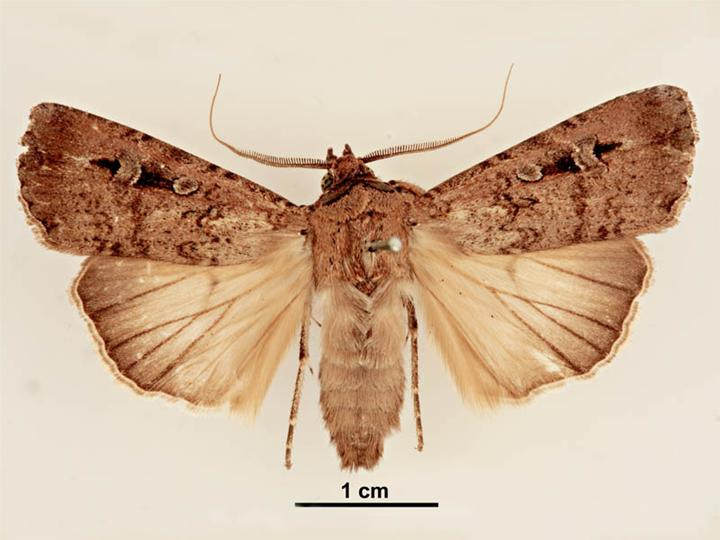
Bovenzijde mannetje
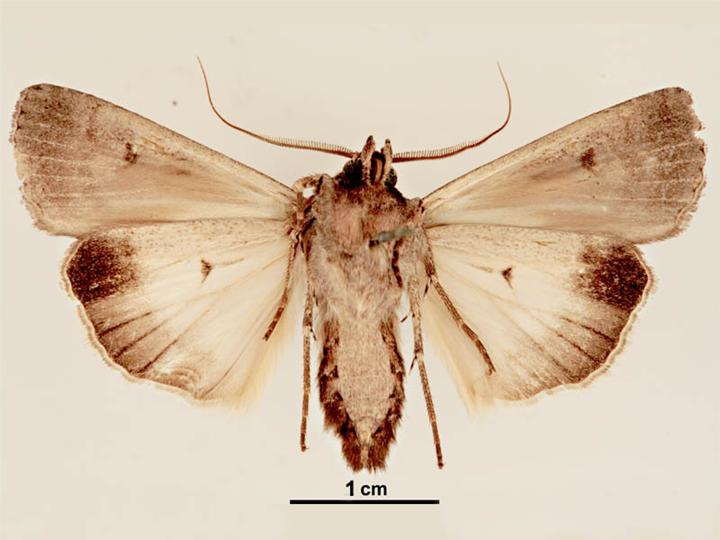
Onderzijde mannetje